# Molophilus stylifer
Molophilus stylifer är en tvåvingeart som beskrevs av Alexander 1921. Molophilus stylifer ingår i släktet Molophilus och familjen småharkrankar. Inga underarter finns listade i Catalogue of Life.